# Oscai
Oscai (em armênio: Ոսխայ; romaniz.: Osχay) foi uma suposta vila no cantão de Bassiana, na província de Airarate do Reino da Armênia. K. Melik'-Ohanjanyan sugeriu que não se trata de um topônimo propriamente. Para tal, considerou sua raiz (oḫ), "rancor", bem como o fato de ser mencionado duas vezes nas Histórias Épicas de Fausto, o Bizantino intimamente ligado às derrotas do Império Sassânida em solo armênio. Assim, pode aludir ao rancor local aos persas. P. Peeters considerou que deve ser o Castelo Auaxa (em latim: Castellum Auaxa) da Notícia das Dignidades, mas Nicholas Adontz identificou este último com Auaza. Seja como for, segundo Fausto, os persas foram derrotados em Oscai em 298 e novamente em 350.